# پومروی (آیووا)
پومروی (به انگلیسی: Pomeroy) شهری در ایالت آیووا کشور ایالات متحده آمریکا است که جمعیت آن در سرشماری سال ۲۰۱۰ میلادی، ۶۶۲ نفر بوده‌است.